# Bataille de Gavre
La bataille de Gavere ou bataille de Gavre,, eut lieu le 23 juillet 1453 et opposa l’armée bourguignonne de Philippe le Bon et les milices rebelles gantoises, d’effectifs semblables. La bataille se solda par la déroute des Gantois, lesquels, dès le lendemain, se virent imposer des conditions de paix très dures.

## Prémices
La bataille de Gavere est l’aboutissement d’une longue période d’opposition des Gantois au pouvoir politique central, en l’espèce les ducs de Bourgogne. C’était, plus spécialement, dans la pression fiscale imposée par le duc Philippe le Bon que le mécontentement des Gantois prenait sa source. Après que deux ans de troubles eurent dévasté de grandes parties du comté de Flandre, le duc, résolu d’en finir une fois pour toutes, et faisant appel à la noblesse de Picardie, d’Artois et de Hainaut, leva début juin 1453 une armée d’environ 30 000 hommes.

## Déroulement de la bataille
Le 16 juillet, il mit le siège devant le château fort de Gavre, en néerlandais Gavere, localité sise à environ quinze kilomètres au sud de Gand, sur la rive droite de l’Escaut. Ledit château était occupé depuis deux ans par une garnison composée d’une quinzaine de Gantois et de seize mercenaires anglais sous le commandement du capitaine John Fox. Une poignée de défenseurs réussirent néanmoins à forcer l’encerclement et à gagner la ville de Gand.
C’est là que le 23 juillet fut déclenché ce qu’on est venu à appeler le Gaverse Reyse, l’expédition militaire vers Gavere : tous hommes valides âgés entre 20  et   60 ans, auxquels se joignirent les bourgeois des faubourgs et divers alliés, se mirent en marche pour Gavere. Entre-temps cependant, Philippe le Bon, ayant réussi à s’emparer du château fort, et pendu sans merci les défenseurs de celui-ci, avait déployé ses troupes sur les collines et dans les bosquets alentour, et dépêché une avant-garde chargée d’empêcher les communiers gantois de se mettre en ordre de bataille. Deux déconvenues majeures allaient alors frapper les Gantois : d’abord, à leur arrivée à Gavere, après trois heures de marche forcée, la trahison de John Fox, qui se hâta de rejoindre les lignes ennemies ; ensuite et surtout, au plus fort de la bataille, la mise hors combat de leur artillerie par l’explosion de leur provision de poudre, atteinte par une étincelle. Les Gantois, pris de panique, furent promptement mis en déroute par les Bourguignons.

## Paix de Gavre
De la bataille découle la paix de Gavre. Les villes de Flandres perdirent un certain nombre de privilèges (qui leur furent rendus par le Grand Privilège). Une gabelle leur fut imposée pour payer la guerre.

## Référence
- (nl) La bataille racontée sur le site de la municipalité de Gavere.

1. ↑  « Les quinze grandes batailles "belges" qui ont changé l'Europe », Le Vif/L'Express,‎ 23 juin 2015 (lire en ligne)
2. ↑  Olivier Bouzy, Jeanne d'Arc en son siècle, Fayard, 16 janvier 2013, 320 p. (ISBN 978-2-213-67692-0, lire en ligne)
3. ↑  « CAIRN »(Archive.org • Wikiwix • Archive.is • Google • Que faire ?)
4. ↑  « Ducs de Bourgogne - Les révoltes municipales dans les principautés belges », sur www.histoire-des-belges.be (consulté le 25 janvier 2020)
5. ↑  « Les quinze grandes batailles "belges" qui ont changé l'Europe », sur Site-LeVif-FR, 23 juin 2015 (consulté le 25 janvier 2020)
6. ↑  Philippe Vandermaelen et Meisser, Dictionnaire géographique de la Flandre occidentale, à l'Établissement géographique, 1836 (lire en ligne)